# サンフォード・ワイル

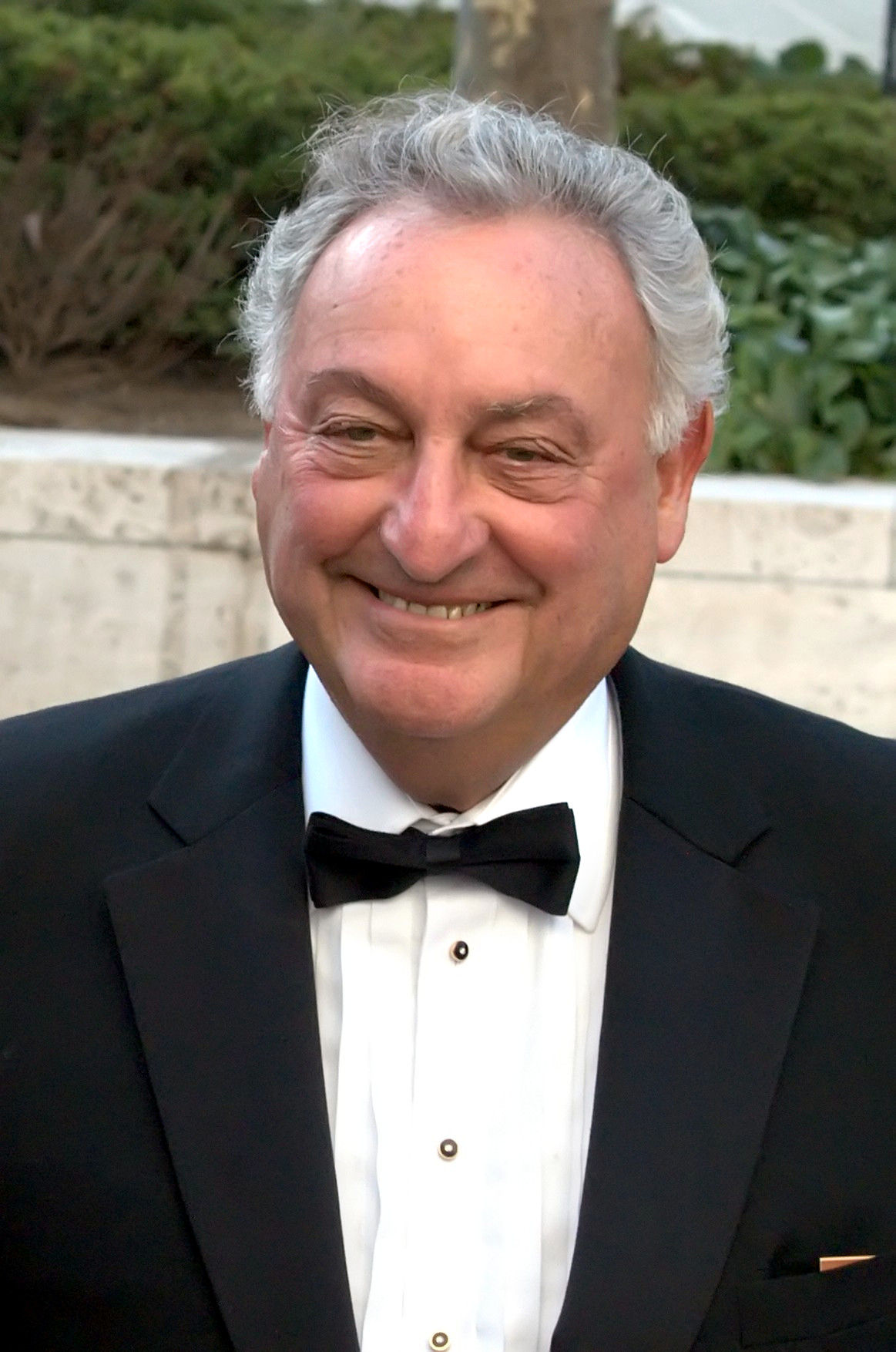
サンフォード・ワイル

サンフォード・ワイル（Sanford I. "Sandy" Weill、1933年3月16日 - ）は、アメリカ合衆国の銀行家。シティグループ元会長。ポーランド系ユダヤ人である両親のもとブルックリン区で生まれた。1955年コーネル大学を卒業。すぐ結婚し、ベアー・スターンズのブローカーとなった。1959年、アイザック・バーナム（Isaac Wolf Burnham II, or I. W. "Tubby" Burnham）のファンドに雇われた。このファンドは1976年グループ・ブリュッセル・ランバートの投資用子会社（William D. Witter）と合併し、ドレクセル・バーナム・ランベール（Drexel Burnham Lambert）となった。ワイルは1960年5月リーマン・ブラザーズのアーサー・カーター（Arthur L. Carter）らと起業。1970年ボストン流ブローカーのヘイドン（Hayden, Stone & Co.）を買収した。

## シェアソン・レーブ・ローズ
1979年ワイルの会社は合併によりシェアソン・レーブ・ローズ（Shearson Loeb Rhoades）となり、メリルリンチにつぐ投資銀行となった。これが1981年にボストン・カンパニーの買収を発表し、グラス・スティーガル法に直接違反した。証券取引委員会は最終的に買収を承認した。このときの委員長（John Shad）は1960年から1962年までシェアソン・ハミル（Shearson, Hammill & Co.）の幹部であった。シェアソン・ハミルは1974年にワイルの会社が買収していた。

## プライメリカ＝トラベラーズ
1981年シェアソン・レーブ・ローズは自らの申出によりアメリカン・エキスプレス（アメックス）の傘下に入った。1983年初め、アメックス社長にワイルが就任した。ピーター・コーエン（Peter A. Cohen）がシェアソン・レーブ・ローズの社長・会長職を継承した。シェアソンは1984年5月リーマン・ブラザーズ・クーン・レーブを買収してシェアソン・リーマン・ブラザーズとなった。ピーターは1980年代末にコールバーグ・クラビス・ロバーツと組んでRJRナビスコのレバレッジド・バイアウトに成功すると、1992年から1994年までエドモンド・サフラのリパブリック銀行（現HSBC）副会長兼重役を務める男であった。
1989年、アメックス会長をワイルが退任してプライメリカ（Primerica）の会長となった。同年ドレクセルのリテールブローカー事業を買収。1993年3月アメックスがシェアソンをプライメリカに売却した。プライメリカは元々製缶業であったが、保険・金融ビジネスへ進出・成功し（A.L. Williams）、伝統事業の売却益で1983年スミス・バーニー（Smith Barney）を買収した。ワイルのアメックスがシェアソンを回収したとき、シェアソンはスミス・バーニーと合併した。このスミス・バーニー・シェアソンは1993年5月に子会社のボストン・カンパニーをメロン銀行に売却した。9月プライメリカはトラベラーズを買収してワイルを社長・会長にした。1997年9月に、そのトラベラーズがソロモン・ブラザーズを買収した。これがシェアソンと合併してソロモン・スミス・バーニーが発足した。ソロモンの主役は1991年ジョン・メリウェザーからウォーレン・バフェットに変わっていたが、ワイルもそこへ参加することになったのである。

## シティグループ・クラスター
1998年4月、ワイルのトラベラーズがシティコープと合併してシティグループとなった。ワイルは社長・会長となった。そして年内に右腕のジェームズ・ダイモンを解雇した。ワイルとジョン・リード（John S. Reed）がシティグループの共同CEOとして経営に当った。1999年10月、ワイルはロバート・ルービンを会長に据えた。2001年、ワイルはニューヨーク連邦準備銀行のクラスA取締役となった。2002年2月、リードは退任した。2004年シティグループが集団訴訟で26.5億ドルの和解金を支払うことに合意した。ワールドコムの悪化した財政状態を知りながら、ソロモン・スミス・バーニーは顧客に楽観的な説明をしてワールドコムの発行した社債・株式を販売していた。2006年チャールズ・プリンス（Charles Prince）がシティグループ会長となり、サブプライム・ローン関連業務に傾倒していった。世界金融危機がおこると、ソロモン・スミス・バーニーが2009年1月モルガン・スタンレーに買収された（モルガン・スタンレー・ウェルス・マネジメント）。2012年LIBOR不正操作の取締に際して、ワイルは規制当局と意見を共有した。彼の意見は投資銀行部門を切り離そうとする点で事件を反省するものであったが、他方では金融機関への公的資金注入を避けるため投資銀行の租税回避行為等に対して寛大な政策を志向する側面もあった。この考え方には2016年パナマ文書公開という形で一定の審判がくだされた。